# Raiffeisenbank Floß
Die Raiffeisenbank Floß eG ist eine Genossenschaftsbank mit Sitz in der bayerischen Marktgemeinde Floß im Landkreis Neustadt an der Waldnaab. 

## Geschichte
Die heutige Raiffeisenbank Floß eG wurde am 14. Januar 1893 gegründet und fusioniert zuletzt im Jahr 1966 als Raiffeisenbank Floß eGmbH mit der Raiffeisenkasse Flossenbürg eGmbH mit dem Sitz in Flossenbürg.

## Rechtsverhältnisse
Die Raiffeisenbank Floß eG ist im Genossenschaftsregister beim Amtsgericht Weiden i. d. OPf. unter GnR 42 eingetragen.

## Organisationsstruktur
Rechtsgrundlagen sind das Genossenschaftsgesetz und die durch die Vertreterversammlung beschlossene Satzung. Organe der Bank sind der Vorstand, der Aufsichtsrat und die Vertreterversammlung.

## Sicherungseinrichtung
Die Raiffeisenbank Floß eG ist der amtlich anerkannten Sicherungseinrichtung des Bundesverbandes der Deutschen Volksbanken und Raiffeisenbanken GmbH und der zusätzlichen freiwilligen Sicherungseinrichtung des Bundesverbandes der Deutschen Volksbanken und Raiffeisenbanken e.V. angeschlossen.

## Geschäftsausrichtung
Die Raiffeisenbank Floß eG betreibt das Universalbankgeschäft. Im Verbundgeschäft arbeitet sie mit der DZ Bank, R+V Versicherung, Bausparkasse Schwäbisch Hall, Teambank, VR Leasing, DZ Hyp und der Union Investment zusammen.

## Geschäftsgebiet
Das Geschäftsgebiet liegt im mittleren Norden des Landkreises Neustadt an der Waldnaab.
An diesen Orten betreibt die Bank Filialen:
- Floß (Hauptstelle, jur. Sitz)
- Flossenbürg (Geschäftsstelle)